# 东方艳灰蝶
东方艳灰蝶（學名：Favonius orientalis），又名大綠小灰蝶，是蝴蝶的一個品種，屬於灰蝶科艷灰蝶屬，在東亞地区800~2000米高有分布，可見於中國東北、日本等地。
其种加词“orientalis”意为“东方的”。
本物種的具體分類有爭議：有分類把其他分類亦歸入本物種成為亞種，但亦有其他分類學專家（例如：Catalogue of Life）認為本物種並沒有亞種
。

## 外形
东方艳灰蝶的幼虫为灰绿色，成虫为青蓝色，后翅黑色部分较窄。